# Giovanni Domenico Ferretti

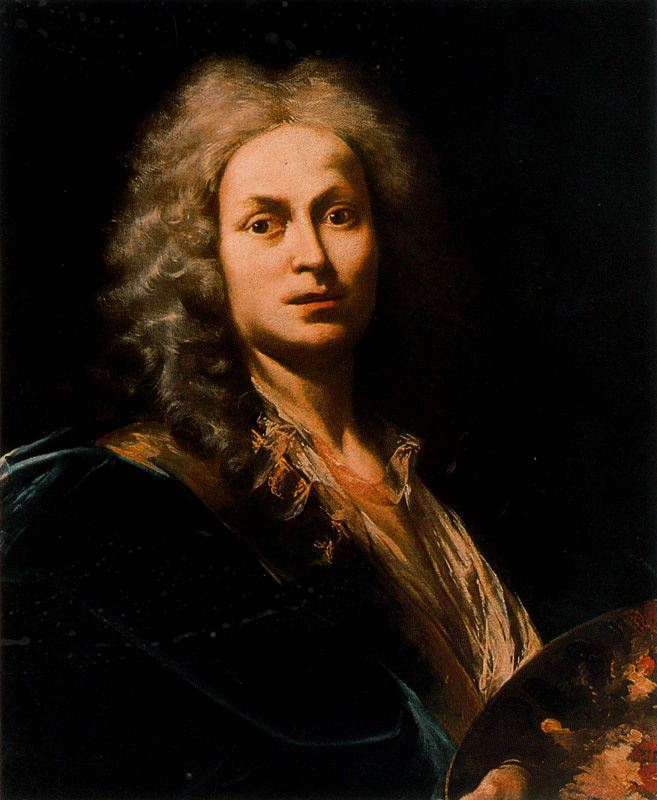
Autorretrato de Gian Domenico Ferretti, Corredor Vasariano.

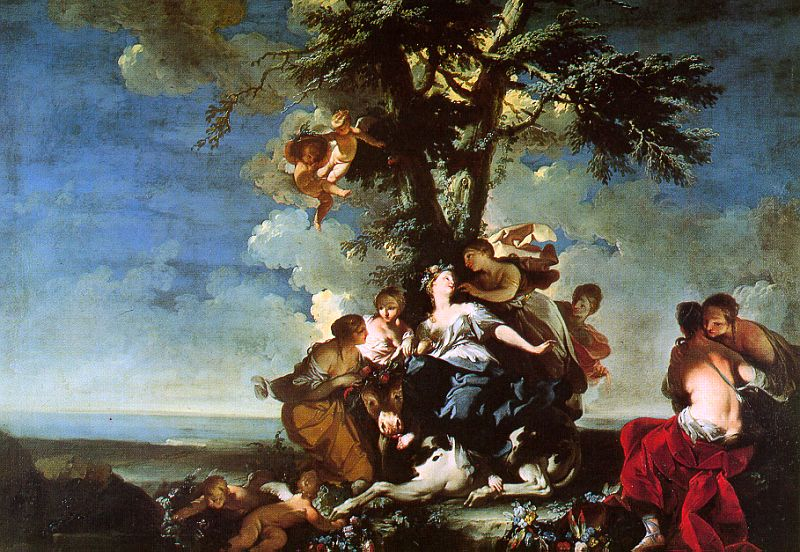
Rapto de Europa, Uffizi.

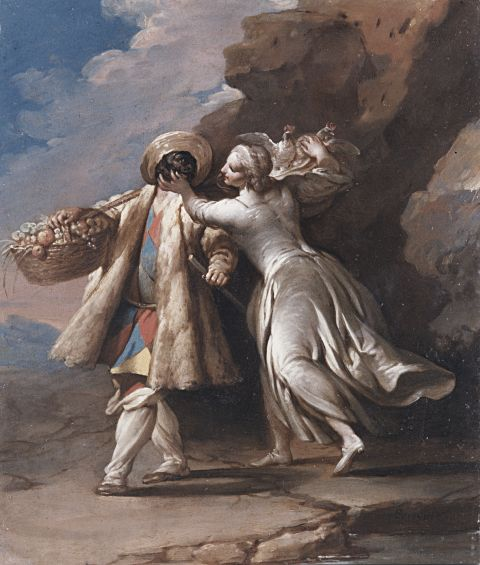
Arlequín campesino.

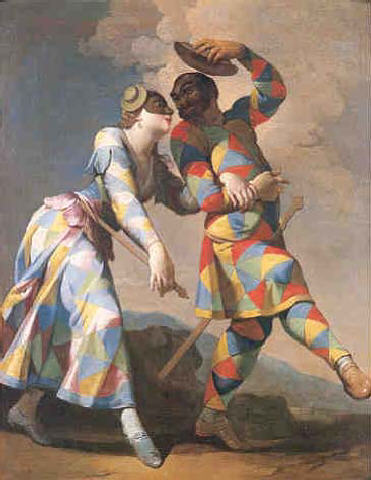
Arlequín y Colombina.

Giovanni Domenico Ferretti, a veces llamado L'Imolese o L'Imola por sus orígenes familiares (Florencia, 15 de junio de 1692 - Florencia, 18 de junio de 1768), fue un pintor italiano que trabajó durante el Barroco tardío y el primer neoclasicismo.

## Biografía
Nació en el seno de una familia relacionada con el mundo artístico, pues su padre fue el orfebre Antonio di Giovanni da Imola y su madre Margherita di Domenico Gori, perteneciente a una familia de influyentes anticuarios florentinos, como su hermano Antonio Francesco Gori, que fue extremadamente importante en la formación del joven artista.
Gian Domenico vivió sus primeros años en la ciudad de Imola, donde ingresó (1708) en el taller del pintor Francesco Chiusuri. Poco después se trasladaría a Florencia, donde estudiió con Tommaso Redi y Sebastiano Galeotti.
Su primer protector fue el cardenal Gozzadini, arzobispo de Imola, a quien acompañó a esta ciudad, donde pudo estudiar a los grandes maestros emilianos de generaciones precedentes, como los hermanos Agostino y Annibale Carracci, Guido Reni, Domenichino, Guercino o Francesco Albani. Aquí fue alumno de Giuseppe Maria Crespi, que fue vital en la formación como artista. Importante también sería su estancia en el taller boloñés de Felice Torelli, donde adquirió su característico estilo academicista.
De nuevo en Florencia en 1719, consiguió la protección del Gran Duque Cosme III de Médici. No tardó en ingresar en la Accademia del Dissegno, institución de que llegó a ser console, cargo que ocupó hasta su muerte.
A partir de ahora la mayor parte de su trabajo consistirá en grandes decoraciones al fresco en diversas iglesias y palacios florentinos (Palazzo Taddei, Palazzo Roffia, Palazzo Ginori, Palazzo Rucellai y Palazzo Panciatichi, entre otros). Será uno de los últimos grandes especialistas junto a Vincenzo Meucci, su amigo y rival artístico. A partir de la década de 1730 estará a la cabeza de un activo taller con el que emprenderá la ejecución de obras de gran envergadura, con las que consiguió un sólido prestigio en la Toscana y más allá.
Su obra de madurez combina la monumentalidad adquirida en sus años boloñeses con un aire más ligero y elegante, adquirido probablemente mediante la influencia de Sebastiano Ricci, el pintor veneciano, que visitó Florencia en 1706. Notable es su serie de pequeñas pinturas dedicadas a la Commedia dell'Arte (aprox. 1745-51), donde da muestras de una gran delicadeza e imaginación, y sus cartones para tapices (a partir de 1728), realizados para las manufacturas ducales.

## Obras destacadas
- Autorretrato (1712-1732, Pinacoteca di Brera, Milán)
- Diana y Acteón (1715, Villa La Magia, Quarrata), fresco.
- Frescos del Palazzo Capponi (1716-1725, Florencia)
  - Moisés salvado de las aguas
  - Historia de Jefté
  - Triunfo de David
- Autorretrato (1719, Corredor Vasariano, Uffizi, Florencia)
- Historias de la Vida de Santo Domingo (1720, Duomo de Imola)
- Rapto de Europa (1720-1740, Uffizi, Florencia)
- Apoteosis de Hércules y gloria de la Familia Amati (1721, Palazzo Amati Cellesi, Pistoia)
- Bodas de Cupido y Psiché, con sátiros y ninfas (1721, Colección Costa, Génova)
- Transverberación de Santa Teresa de Avila en presencia de Santa Catalina de Siena (1723, Pinacoteca Comunale, Castiglion Fiorentino)
- Frescos de Santi Prospero e Filippo Neri (Pistoia)
  - Gloria de San Felipe Neri (1730-1731, Santi Prospero e Filippo Neri)
  - Alegoría de la Sabiduría y la Caridad (1746, Santi Prospero e Filippo Neri)
  - Ascensión de Cristo (1746, Santi Prospero e Filippo Neri)
- Gloria de San Felipe Neri (1731, The Institute of Arts, Minneapolis)
- Lapidación de San Esteban (1733-1734, Uffizi, Florencia)
- Marte es expulsado del Olimpo (1735, Staatliche Museen, Kassel)
- El carro de Apolo (1735, Staatliche Museen, Kassel)
- Olimpo (1735-1740, Colección E. Maser, NY)
- Crucifixión con santos (1735-1745, Uffizi, Florencia)
- Adoración de los Pastores (1735-1745, Palazzo Pitti, Florencia)
- Dios Padre en la Gloria con ángeles (1736-1738, Uffizi, Florencia)
- Adoración de los Pastores (1737-1738, San Salvatore al Vescovo, Florencia), fresco.
- Frescos de San Domenico del Maglio (1736-1738, Florencia)
  - Muerte de San Pedro Mártir (1737-1738)
  - Milagro de San Luis Beltrán (1736-1737)
- Arlequín pintor (c. 1740, Ringling Museum of Art, Florida)
- Muerte de San José (c. 1740, Duomo de Florencia)
- Santa Verdiana libera al campesino de la serpiente (1740, Santa Verdiana, Castelfiorentino)
- Santa Verdiana se aparece a una mujer (1740, Santa Verdiana, Castelfiorentino)
- Filotas es juzgado ante Alejandro Magno (c. 1740, Colección privada, Florencia)
- Frescos del Refectorio de la Santissima Annunziata (1741-1742, Florencia)
  - Aparición de Cristo a los Apóstoles en el lago Tiberíades
  - Cristo y la samaritana en el pozo
  - Pesca milagrosa
  - Multiplicación de los panes y los peces
- Arlequín como padre (1742, Colección particular)
- Arlequín vuelve de la guerra (1742, Palazzo degli Alberti, Prato)
- Predicación de San Francisco Javier (1743, San Giusto e Clemente, Volterra), robada en 1999.
- Neptuno y Anfitrite (1745, Colección Molinari Pradelli, Castenaso)
- Triunfo de Apolo y Alegoría de las Estaciones (1745, Palazzo Sansedoni, Siena)
- Arlequín pintor (1745-1751, Palazzo degli Alberti, Prato)
- Martirio de San Bartolomé (1748, Santi Ranieri e Luigi Gonzaga, San Giuliano Terme)
- Hércules derrota al gigante Anteo (Kunsthistorisches Museum, Viena)
- Anunciación (Museo Civico, Prato)
- Traslado del cuerpo de San Guido (anteriormente en el Museo Nazionale di San Matteo, Pisa; destruida durante la Segunda Guerra Mundial)